# Kaaren Verne

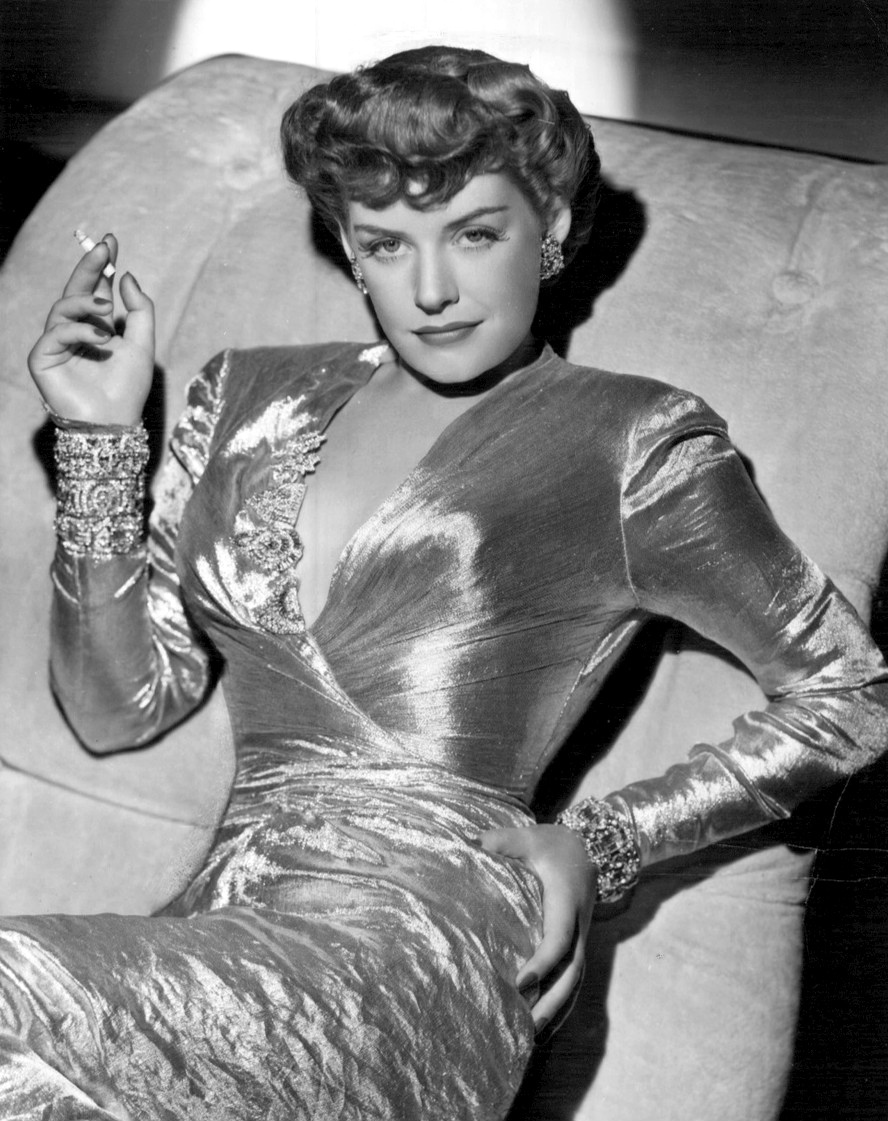
Kaaren Verne (1942)

Kaaren Verne (* 6. April 1918 in Berlin; † 23. Dezember 1967 in Hollywood, Los Angeles, Kalifornien; eigentlich Ingeborg Katherine Marie Rose Klinckerfuss) war eine deutsch-amerikanische Schauspielerin.

## Leben
Verne begann ihre Karriere als Theaterschauspielerin und spielte unter anderem am Preußischen Staatstheater Berlin. 1938 verließ sie Deutschland und ging nach Großbritannien, wo sie 1939 ihr Filmdebüt in dem Filmdrama Ten Days in Paris an der Seite von Rex Harrison und Leo Genn hatte.
1940 zog Verne nach Hollywood und spielte im selben Jahr mit Walter Pidgeon als Partner in dem Thriller Sky Murder. Im darauf folgenden Jahr hatte sie eine Rolle in dem amerikanischen Propagandafilm Underground. Ebenfalls 1941 spielte sie die weibliche Hauptrolle in Agenten der Nacht neben Humphrey Bogart und Peter Lorre. 1942 drehte sie die Romanze Kings Row mit Robert Cummings. 1943 war sie als Charlotte Eberli in dem Kriminalfilm Die Geheimwaffe, einer Sherlock-Holmes-Verfilmung, zu sehen. 1944 spielte sie unter der Regie von Fred Zinnemann an der Seite von Spencer Tracy die Rolle der Leni, der Jugendfreundin der männlichen Hauptrolle Georg Heisler, in dem Filmdrama Das siebte Kreuz.
Auch nach dem Zweiten Weltkrieg spielte Verne weiterhin in zahlreichen Hollywood-Filmen. Sie wurde jetzt jedoch hauptsächlich in Nebenrollen eingesetzt und spielte auch Episodenrollen in amerikanischen Fernsehserien. 1957 hatte sie eine Nebenrolle in dem Musical Seidenstrümpfe. Ein Charakterporträt zeichnete sie 1965 als Frau Lutz in dem Filmdrama Das Narrenschiff. 1966 hatte sie nochmals eine Nebenrolle als deutsche Stewardess in Alfred Hitchcocks Agententhriller Der zerrissene Vorhang.
Verne war dreimal verheiratet. Ab November 1944 betrieb Verne die Scheidung von ihrem ersten Ehemann, dem britischen Bandleader Arthur Young. Im Mai 1945, ihre Scheidung von Young war erst kurz zuvor für rechtskräftig erklärt worden, heiratete sie den Schauspieler Peter Lorre. Die Ehe wurde 1950 wieder geschieden, Lorre hielt jedoch auch nach der Scheidung weiterhin den Kontakt zu Verne aufrecht. Bis zu ihrem Tode war Verne in dritter Ehe mit dem Filmhistoriker James Powers verheiratet.

## Filmografie
- 1940: Ten Days in Paris
- 1940: Sky Murder
- 1941: The Wild Man of Borneo
- 1941: Underground
- 1942: Agenten der Nacht (All Through the Night)
- 1942: Kings Row
- 1942: The Great Impersonation
- 1942: Die Geheimwaffe (Sherlock Holmes and the Secret Weapon)
- 1944: Das siebte Kreuz (The Seventh Cross)
- 1952: Stadt der Illusionen (The Bad and the Beautiful)
- 1953: War es die große Liebe? (The Story of Three Loves)
- 1953: Der Gehetzte (The Juggler)
- 1954: Fireside Theater (Fernsehserie, 2 Folgen)
- 1955: Akte XP 15 (A Bullet for Joey)
- 1956: Outside the Law
- 1956: Crusader (Fernsehserie, Folge 1x40)
- 1956: The Gale Storm Show (Fernsehserie, Folge 1x07)
- 1957: Seidenstrümpfe (Silk Stockings)
- 1957: The Californians (Fernsehserie, Folge 1x09)
- 1958: General Electric Theater (Fernsehserie, Folge 7x03)
- 1959: Bronco (Fernsehserie, Folge 2x07)
- 1960: Michael Shayne (Fernsehserie, Folge 1x07)
- 1961: Twilight Zone (The Twilight Zone, Fernsehserie, Folge 3x09)
- 1961: Die Unbestechlichen (The Untouchables, Fernsehserie, Folge 3x06)
- 1965: Stunde der Entscheidung (Kraft Suspense Theatre, Fernsehserie, Folge 2x25)
- 1965: Das Narrenschiff (Ship of Fools)
- 1966: Madame X
- 1966: Der zerrissene Vorhang (Torn Curtain)
- 1966: Twelve O’Clock High (Fernsehserie, Folge 3x14)